# 512 до н. е.

## Події
У цьому році вдібувся похід Дарія I на скіфів, скіфи перемогли перське військо. Але перси захопили грецькі території на берегах Босфору, зокрема Візантій, відрізавши грецькі колонії Причорномор'я від основної Греції. Зокрема Дарію підкорилися Фракія та Македонія. Македонський цар Амінт I став васалом Дарія.

### Астрономічні явища
- 3 січня. Кільцеве сонячне затемнення.[2]
- 30 червня. Повне сонячне затемнення.[2]
- 24 листопада. Часткове сонячне затемнення.[2]
- 24 грудня. Часткове сонячне затемнення.[2]